# Ієронім Запала
Ієронім (Ярош) Запала (лат. Hieronim Zapala, пол. Jarosz Zapała)  (? — 1546?) — львівський патрицій XVI ст. Лавник (1543—1549), міський райця (1549—1576) та бурмистр (1553, 1555, 1557, 1560). Війт Львова в 1546р.

Останній представник багатого роду Запал, Ярош був одружений з Нетою, багатою вдовою львівського купця Станцеля Ламеля. 

Великий шанувальник класичної поезії, Запала належав до краківсько-львівського кола гуманістів. За його ініціативою, починаючи з 1564 року львівська міська рада надавала фінансову допомогу  львівським студентам, що навчалися в Краківському університеті ("на страви студентам у Кракові"). В великій захристії львівської латинської катедри зберігся "Запалинський" вівтар 1570 року з зображенням його фундатора.